# أحسن علي سيد
أحسن علي سيد (بالإنجليزية: Ahsan Ali Syed)‏ هو شخصية أعمال هندي، ولد في 23 أبريل 1973 في أندرا برديش في الهند.